# Gospodarka Haiti
Haiti jest najbiedniejszym krajem zachodniej półkuli i jednym z najbiedniejszych na świecie. Badania porównawcze wskazują na nieustannie pogarszające się od lat osiemdziesiątych XX wieku wskaźniki społeczne i gospodarcze. Kraj zajmuje obecnie 153. miejsce na 177 pod względem obliczanego przez ONZ wskaźnika rozwoju społecznego państw świata.
Ok. 80% społeczeństwa żyje w skrajnej biedzie. Niemal 70% pracuje w rolnictwie, przy czym większość zaangażowana jest w małych przydomowych gospodarstwach, zatrudniających ogółem niemal dwie trzecie aktywnej siły roboczej.
Główne problemy gospodarki Haiti to wysoka inflacja, deficyt w handlu zagranicznym, korupcja i brak inwestorów. Dodatkowo na gospodarkę Haiti negatywnie wpłynęło trzęsienie ziemi w 2010 roku.

## Emisja gazów cieplarnianych
Emisja równoważnika dwutlenku węgla z Haiti wyniosła w 1990 roku 6,111 Mt, z czego emisja dwutlenku węgla wynosiła zaledwie 1,147 Mt, podobna była emisja podtlenku azotu, a głównym gazem cieplarnianym był metan. W przeliczeniu na mieszkańca emisja wyniosła wówczas 161 kg dwutlenku węgla, a w przeliczeniu na 1000 dolarów PKB 77 kg. Od tego czasu emisje dwutlenku węgla zasadniczo rosną, choć nieregularnie, a emisje metanu rosną wolniej. W związku z taką strukturą emisji znaczący spadek emisji dwutlenku węgla w 1994, kiedy była ona mniejsza niż emisja podtlenku azotu, prawie nie odbił się na emisji całkowitej. Niemniej, w ciągu ostatnich kilkudziesięciu lat to głównie ten gaz cieplarniany doświadczał gwałtowniejszych wzrostów emisji. Głównym źródłem jego emisji przez prawie cały czas był transport, a w drugiej dekadzie XXI wieku na drugie miejsce wysunęła się energetyka. W 2018 emisja dwutlenku węgla pochodzenia kopalnego wyniosła 3,65 Mt, a w przeliczeniu na mieszkańca 328 kg i w przeliczeniu na 1000 dolarów PKB 198 kg.